# الاتفاقية الدولية لمراقبة النظم الضارة المضادة للحشف على السفن
الاتفاقية الدولية لمراقبة النظم الضارة المضادة للحشف على السفن (بالإنجليزية: International Convention on the Control of Harmful Anti-fouling Systems on Ships) 
هي معاهدة أقرّتها المنظمة البحرية الدولية عام 2001، وتوافق بموجبها الدول على حظر استخدام الطلاءات والأنظمة المضادة للتلوث التي تحتوي على مواد ضارة. وتمنع الاتفاقية على وجه الخصوص استخدام مادة ثلاثي بوتيل القصدير العضوية، نظرًا لما ثبت من تسرب هذه المادة من أجسام السفن إلى البيئة البحرية، وما تسببه من تشوهات في المحار وتغيرات جنسية لدى بعض أنواع الرخويات مثل البوقيات.
اختُتمت الاتفاقية في لندن في 5 أكتوبر 2001، ودخلت حيّز التنفيذ في 17 سبتمبر 2008. واعتبارًا من نوفمبر 2018، صادقت عليها 81 دولة، من بينها 79 دولة عضوًا في الأمم المتحدة بالإضافة إلى جزر كوك ونييوي. تُقر الدولة المصادقة على الاتفاقية بتطبيق أحكام الحظر الواردة فيها على جميع السفن التي ترفع علمها، وكذلك على أي سفينة تدخل أحد موانئها أو أحواضها أو محطاتها البحرية. وتمثل الدول المصادقة ما يقارب 94% من الحمولة الإجمالية لأساطيل الشحن التجارية في العالم.